# 溫徹斯特 (英國國會選區)
溫徹斯特（英語：Winchester），英國國會一郡選區，位於英格蘭東南部漢普夏中部，包括溫切斯特市的西北半部。
本區始設於1295年，1885年前應選兩席。1918年前為自治市選區。1885年以來多數時間是保守黨的根據地。在2010年大選前當區議員、自民黨的馬克·歐坦因性醜聞辭職，選舉結果保守黨的史蒂芬·布賴恩以48.5%選票勝出該區首度當選，從自民黨手中搶回失去十三年議席。